# Afriyie Acquah
Ebenezer Afriyie Acquah (Sunyani, 5 september 1992) is een Ghanees voetballer die bij voorkeur als defensieve middenvelder speelt. Hij tekende in augustus 2018 een contract tot medio 2019 bij Empoli FC, dat hem overnam van Torino. Hij debuteerde in 2012 in het Ghanees voetbalelftal.

## Clubcarrière
Op 1 februari 2010 haalde Palermo Acquah weg bij DC United of Ghana. In juli 2010 werd hij bij het eerste elftal gehaald. Op 13 februari 2011 debuteerde hij voor Palermo, tegen ACF Fiorentina. Op 16 juli 2012 werd bekend dat Acquah een jaar zou worden uitgeleend aan Parma. Op 24 januari 2013 werd hij door Palermo voor 2,5 miljoen euro verkocht aan TSG 1899 Hoffenheim.
Acquah speelde geen enkele wedstrijd voor Hoffenheim. De club verhuurde hem twee keer aan Parma en een keer aan Sampdoria. Acquah keerde in juni 2015 definitief terug naar de Serie A toen hij een contract tot medio 2019 tekende bij Torino, de nummer negen van het voorgaande seizoen.

## Statistieken
| Seizoen | Club                | Land      | Competitie | Wed. | Doelp. |
| ------- | ------------------- | --------- | ---------- | ---- | ------ |
| 2010/11 | US Palermo          | Italië    | Serie A    | 11   | 0      |
| 2011/12 | US Palermo          | Italië    | Serie A    | 20   | 0      |
| 2012/13 | → Parma FC          | Italië    | Serie A    | 13   | 0      |
| 2012/13 | TSG 1899 Hoffenheim | Duitsland | Bundesliga | 0    | 0      |
| 2013/14 | → Parma FC          | Italië    | Serie A    | 26   | 0      |
| 2014/15 | → Parma FC          | Italië    | Serie A    | 14   | 0      |
| 2014/15 | → UC Sampdoria      | Italië    | Serie A    | 10   | 1      |
| 2015/16 | Torino FC           | Italië    | Serie A    | 29   | 2      |
| 2016/17 | Torino FC           | Italië    | Serie A    | 20   | 2      |
| 2017/18 | Torino FC           | Italië    | Serie A    | 22   | 1      |
| 2018/19 | Empoli FC           | Italië    | Serie A    | 9    | 0      |
| Totaal  | Totaal              | Totaal    | Totaal     | 174  | 6      |

## Interlandcarrière
Acquah debuteerde voor Ghana op 29 februari 2012 tegen Chili. Op 13 oktober 2012 scoorde hij het enige doelpunt van de wedstrijd voor Ghana in een kwalificatiewedstrijd voor de Afrika Cup 2013 tegen Malawi.
1 Perisan ·
2 Goglitsjidze ·
3 Pezzella ·
5 Grassi  ·
6 Henderson ·
7 Sambia ·
8 Anjorin ·
9 Pellegri ·
10 Fazzini ·
11 Gyasi ·
12 Seghetti ·
13 Cacace ·
15 Sazonov ·
16 Belardinelli ·
17 Solbakken ·
19 Ekong ·
21 Viti ·
22 De Sciglio ·
23 Vásquez ·
24 Ebuehi ·
27 Żurkowski ·
29 Colombo ·
32 Haas ·
34 Ismajli ·
93 Maleh ·
98 Brancolini ·
99 Esposito ·
Coach: D'Aversa
1 Kwarasey ·
2 Opare ·
3 Gyan ·
4 Mensah ·
5 Sumaila ·
6 Muntari ·
7 Atsu ·
8 Essien ·
9 Boateng ·
10 A. Ayew ·
11 J. Ayew ·
12 Waris ·
13 Boye ·
14 Asamoah ·
15 Adomah ·
16 Badu ·
17 Mubarak ·
18 Acquah ·
19 Rabiu ·
20 Afful ·
21 Inkoom ·
22 Adams ·
23 Dauda ·
Coach: Appiah